# Giacomo Solleciti
Giacomo (o Jacopo) Solleciti, detto anche Giacomo da San Ginesio o il Sanginesio (San Ginesio, 1415 – Roma, 1492/1495), è stato un medico italiano, archiatra pontificio di Sisto IV e Innocenzo VIII.

## Biografia
Nato a San Ginesio (MC) nel 1415, apprese dal padre Agnolo i primi insegnamenti di medicina a Macerata, per poi laurearsi all’università di Padova. Ad esclusione di pochi anni trascorsi a Norcia (1448-1451), visse e lavorò come medico a San Ginesio dal 1447 al 1476, dove fu estratto alla carica di gonfaloniere per tre volte: nel marzo-aprile 1460, nel 1472 e nel 1476.
Nel 1476 si trasferì a Roma per cercare maggior fortuna. Secondo alcune fonti qui il Solleciti divenne archiatra ordinario di Sisto IV, con una rendita mensile di 25 fiorini d’oro, dopo essere riuscito a dimostrare, alla presenza del papa, che la morte di uno dei cortigiani favoriti dal pontefice era stata causata dalla presenza di un verme intorno al cuore, che sarebbe stato alimentato dalle cure somministrate dai molti medici illustri che avevano valutato prima di lui l’ammalato. Di fronte a tale tesi Solleciti fu inizialmente deriso. Tuttavia l’autopsia non solo riscontrò la presenza del verme ancora vivo, ma dimostrò anche come questi fosse sostenuto dai medicamenti forniti dai medici; solo dopo la somministrazione del preparato di Solleciti infatti il verme morì. Da allora Solleciti godette di molta stima da parte del pontefice, tanto che lo impiegò per la cura di numerose personalità dell’epoca, fra cui, nel settembre 1482, Roberto Malatesta che si ammalò e morì poco dopo il ritorno vittorioso dalla battaglia di Campomorto.
Nel 1484 mise fine, grazie alla sollecitazione di Sisto IV, alle diatribe tra San Ginesio, Fermo e la Marca Fermana, iniziate circa duecento anni prima. Grazie ai suoi servigi, il papa volle innalzare al rango di città San Ginesio, ma a seguito dell’opposizione del concittadino Vagnozzo Gualtieri, forse anche per invidie nei confronti del medico, l’invito di Solleciti a nominare una rappresentanza di nove deputati da inviare a Roma per acquisire questo diritto fu rifiutato, con grande dispiacere dell’archiatra. Il 10 agosto dello stesso anno, dopo aver visitato il pontefice, ne predisse la morte due giorni più tardi. Questa avvenne inaspettatamente il 12 agosto con grande stupore di tutto il collegio cardinalizio, incrementando ulteriormente il prestigio del medico. Fu pertanto nominato archiatra del conclave assieme a Teodorigo Cocleghein di Gand, e una volta eletto papa Innocenzo VIII, fu da questi confermato alla carica di archiatra ordinario. Il pontefice, di salute cagionevole, si affidò spesso alle cure del medico che lo guarì in numerose occasioni, acquisendo molte ricchezze. Oltre a se stesso, il papa gli affidò le cure di molti suoi fedeli, come ad esempio il Cardinale Ascanio Sforza e Iberto Fieschi (protonotario apostolico). Nel novembre 1486 il papa lo premiò con la carica di scrittore apostolico.
Grazie alle numerose ricchezze accumulate, oltre ad un palazzo costruito in Ancona e a numerosi poderi acquistati nei territori di Camerino, Tolentino, Sanseverino e San Ginesio, fece costruire a San Ginesio la chiesa di Santa Caterina, la chiesa di Santa Maria delle Grazie e un ospedale. Donò in eredità ai padri agostiniani del suo paese, residenti nell'omonima chiesa, i numerosi codici da lui posseduti.
Morì a Roma, secondo diverse fonti nel 1492 o nel 1495. Ebbe due figlie, la prima fu data in sposa a Pietro Antonio Bozzi di Tolentino, la seconda di nome Piera fu data in sposa a Lucido Cerro, conte di Cerreto, podestà di Macerata e governatore di Tolentino per conto di Francesco Sforza.